# The Hick
Pour plus de détails, voir Fiche technique et Distribution.
The Hick est un film muet américain réalisé par Larry Semon et Norman Taurog, sorti en 1921.

## Synopsis
Larry, un jeune homme de la ville tombe sous le charme d'une fille de ferme contre l'avis de son père qui s'oppose à leur union.

## Fiche technique
- Titre : The Hick
- Réalisation : Larry Semon, Norman Taurog
- Scénario : Larry Semon
- Société de production : Vitagraph Company of America
- Société de distribution : Vitagraph Company of America
- Pays de production :  États-Unis
- Langue : film muet avec les intertitres en anglais
- Métrage : 600 m
- Format : Noir et blanc - 35 mm - 1,33:1  -  Muet
- Genre : Comédie
- Durée : 20 minutes
- Date de sortie : 
  - États-Unis : 10 mars 1921

## Distribution
- Larry Semon
- Marion Aye
- Jack Duffy (en)
- Frank Alexander
- Frank Hayes